# Rudy Léonet
Pour les articles homonymes, voir Léonet.
Rudy Léonet est un animateur et directeur de radio, ainsi que chanteur et parolier belge.
Il commence sa carrière à la radio comme assistant de production à Radio Cité, puis comme animateur sur la radio de la RTBF Radio 21. Durant ses études, il fait un stage de quinze jours à Genève sur une des radios suisse-romande, "Couleur3", et il assure une présentation pendant les mois de juillet et août. Diplômé de l'Institut des Arts de Diffusion (IAD) option radio/télévision, il devient interviewer. Il rencontre Marc Moulin et assure la fonction d'assistant de production. Animateur sur Radio 21, il évolue et devient directeur d'une des radios issues de Radio 21, Pure FM. 
En octobre 2015, il devient coordinateur éditorial 360° pour le domaine de la "pop culture" à la RTBF.

## Carrière musicale
Au début des années 1990, Rudy Léonet fait partie du groupe La Variété (assurant chant et paroles) avec Marc Morgan et Alain Debaisieux, réalisateur en radio et ingénieur du son qui a collaboré au Jeu des dictionnaires. Il écrit plusieurs textes sur les albums Black City Parade, La République des Meteors, Paradize et Dancetaria, du groupe de rock Indochine. Son amitié avec Nicola Sirkis, chanteur d'Indochine, se traduit également par la participation de sa fille, Pauline Léonet, dans la chanson J'ai demandé à la lune. Indochine compose le générique exclusif de 5 heures. Il écrit également des textes en français pour le groupe belge flamand Das Pop et le groupe anglais Sneaker Pimps de Chris Corner. Il devient proche de Jean-Louis Murat après avoir participé à sa tournée "Vénus" en 1993, dont il assure les premières parties de concert avec son groupe lors des concerts belges.[réf. nécessaire]
En juillet 2020, Rudy Léonet publie Dot, un E.P. de musique électro. Il est suivi en août de la même année par The Kitchen (E.P.) et de l’album Home, qui sort le 27 novembre 2020.

## Émissions présentées
- Coanimateur des 100 minutes avec Marc Francart,
- Participation aux weekends de Système 21
- Présentateur de French Kiss (première émission solo)
- Plan B
- Indelicats
- T'en veux ? J'en ai
- 5 heures